# Ron Goodwin
Ronald «Ron» Alfred Goodwin (Plymouth, 17 de febrer de 1925 − Newbury, 8 de gener de 2003) fou un compositor anglès, conegut especialment per la seva música pel cinema.
Ron Goodwin va començar a estudiar piano a una edat primerenca. Es va graduar en piano i trompeta a la Guildhall School of Music de Londres, va començar la seva carrera com a col·laborador musical de programes de televisió. El seu primer treball en el camp de copista i arranjador de música per als editors, bandes, grups, i per a la BBC. Més tard va treballar com a director d'orquestra en l'estudi de gravació treballant amb cantants com, per exemple, de Petula Clark.
En els anys cinquanta, dirigeix la Ron Goodwin Concert Orchestra amb la qual comença a gravar les seves composicions que donen lloc a nombroses edicions de LP. Compositor de cinema, en els seus molts anys de treball dirigí algunes de les principals orquestres internacionals com la Royal Philharmonic Orchestra.
Guanyador de tres premis Ivor Novello per als compositors de la música, un d'aquests el 1994 per la seva carrera. Se li va concedir la ciutadania honorària de la ciutat de Londres.
Goodwin, que patia asma, va morir sobtadament a casa seva a Brimpton poc després de la direcció de l'última sèrie de concerts de Nadal amb l'Orquestra Simfònica de Bournemouth.
Goodwin va conrear diversos estils de composició durant la seva carrera, publicant al seu torn nombrosos àlbums, alguns dels quals van ser autèntics èxits al seu país. Entre les seves edicions de música de cinema, destaquen dos compactes: The Miss Marple Films, interpretada per l'Odense Symphony Orchestra, i el Drake 400 Suite, que inclou una magnífica peça de concert composta en honor del navegant anglès Francis Drake.

## Filmografia
- A Man with a Gun (1958)
- Whirlpool (1958)
- The Witness (1959)
- I'm All Right Jack (1959)
- The Trials of Oscar Wilde (1960)
- Village of the Damned (1960)
- Murder She Said (1961)
- Johnny Nobody (1961)
- Village of Daughters (1961)
- Kill or Cure (1962)
- I Thank a Fool (1962)
- Lancelot and Guinevere (1962)
- Postman's Knock (1962)
- Follow the Boys (1963)
- Murder at the Gallop (1963)
- Ladies Who Do (1963)
- Murder Ahoy (1964)
- Murder Most Foul (1964)
- 633 Squadron (1964)
- Servitud humana (Of Human Bondage) (1964)
- Those Magnificent Men in their Flying Machines (1965)
- The Alphabet Murders (1965)
- Operació Crossbow (Operation Crossbow) (1965)
- La trampa (The Trap) (1966)
- Jules Verne's Rocket to the Moon (1966)
- Magnificent Two (1967)
- El desafiament de les àguiles (Where Eagles Dare), (1968)
- Decline and Fall... of a Birdwatcher (1968)
- Mrs Brown, You've Got a Lovely Daughter (1968)
- Monte Carlo or Bust (1969)
- Battle of Britain (1969)
- The Executioner (1970)
- The Selfish Giant (1971)
- Frenesí (Frenzy) (1972)
- Gawain and the Green Knight (1973)
- The Little Mermaid (1974)
- The Happy Prince (1974)
- Deadly Strangers (1974)
- One of Our Dinosaurs is Missing (1975)
- Spanish Fly (1975)
- Escape from the Dark (1976)
- Beauty and the Beast (1976)
- Born to Run (1977)
- Força 10 de Navarone (Force 10 From Navarone) (1978)
- The Spaceman and King Arthur (1979)
- Clash of Loyalties (1983)
- Valhalla (1986)